# Рабенау (Хесен)
Рабенау (њем. Rabenau) општина је у њемачкој савезној држави Хесен. Једно је од 18 општинских средишта округа Гисен. Према процјени из 2010. у општини је живјело 5.288 становника. Посједује регионалну шифру (AGS) 6531015.

## Географски и демографски подаци
Рабенау се налази у савезној држави Хесен у округу Гисен. Општина се налази на надморској висини од 200 – 377 метара. Површина општине износи 43,4 km². У самом мјесту је, према процјени из 2010. године, живјело 5.288 становника. Просјечна густина становништва износи 122 становника/km².

## Међународна сарадња
| Мјесто | Држава    | Врста сарадње | Од    |
| ------ | --------- | ------------- | ----- |
|        | Француска | партнерство   | 1980. |
|        | Француска | партнерство   | 1974. |
| Извор  |           |               |       |